# Begoña Pro Uriarte
Begoña Pro Uriarte (Pamplona, Navarra, 16 de julio de 1971) es una periodista y escritora española de novela y relatos cortos. Es colaboradora habitual del Diario de Navarra.

## Trayectoria
Se licenció en Ciencias de la Información en la Universidad de Navarra (1994) y realizó estudios de Diseño Gráfico y Multimedia en la academia Tracor.
Como periodista ha trabajado en Diario de Navarra y en la Oficina Internacional de Prensa de San Fermín. Como diseñadora ha compaginado la enseñanza, con la maquetación de revistas y libros. 
En 2012 publicó su primera novela histórica, titulada El anillo del leal, cuya trama transcurre entre los años 1177 y 1190 en el reino de Navarra. La novela fue reeditada en marzo de 2015 por la editorial Ttarttalo. Con ella comienza la saga La chanson de los Infanzones, que tuvo su continuación en septiembre de 2015, con La dama del velo y el laurel (Editorial Ttarttalo), Las cadenas del reino (Editorial Ttarttalo, abril de 2016) y Las cartas codificadas (Editorial Ttarttalo, octubre de 2016).  Además de a sus novelas históricas, Begoña Pro ha dedicado parte de su creación literaria a los relatos. En diciembre de 2013, su cuento Pirata vos, pirata ella, resultó vencedor del I Certamen Internacional de Cuentos del Castillo, Castrum Fidelis, de Casteldefells. En junio de 2014  Roncal el Salteador (Un fragmento en la vida de Pedro Navarro, el conde de Oliveto) fue publicado en el libro Antología. Narrativa vasca actual (II), de editorial Pamiela, junto con Grupo Diario de Noticias. En enero de 2015 su relato titulado: Las fauces de hielo, resultó ganador del II Certamen Walskium de Microrrelatos de Terror y Fantástico. Sus últimos trabajos han sido un libro de relatos titulado La trovera del Runa, publicado en mayo de 2015 y la participación en el libro 24 relatos navarros, de la editorial Pamiela. En esta obra se recogen otros tantos relatos de autores navarros contemporáneos.
En 2022 publicó su undécima novela, La bordadora de melodías, centrada en una dama de la nobleza navarra en el marco del reinado la dinastía capeta que reinó en Navarra en el siglo XIV y las familias nobles del reino en aquellos años.
En 2023 saca al mercado la primera entrega de la que promete ser una nueva triología centrada en la figura de Enrique III de Navarra, más tarde IV de Francia. En 2024 apareció la segunda entrega.
También en 2024, junto al escritor Juan Ramón Corpas, presentó una elaborada edición sobre la Historia de los reyes de Navarra que completa la colección de la Editorial Rimpego dedicada a las monarquías españolas. En esta recopilación se incluyen los caudillos, reyes y reinas que gobernaron el reino de Pamplona, primero, y de Navarra, más tarde, finalizando con la dinastía ultrapirenaica de los Borbones que fusionaron con el trono de Francia la Navarra francesa escindida en 1530.

## Obras

### Novelas
- Saga de La «chanson» de los Infanzones, una tetralogía compuesta por:
  - El anillo del leal. Primera entrega de la saga. 2012. Reeditada en 2015 por Ttarttalo.
  - La dama del velo y el laurel. Segunda entrega de la saga. Septiembre 2015. Editorial Ttarttalo.
  - Las cadenas del reino. Tercera entrega de la saga. Abril 2016. Editorial Ttarttalo.
  - Las cartas codificadas. Cuarta y última entrega de la saga. Octubre 2016. Editorial Ttarttalo.
- Bajo las cenizas de la Navarrería. Noviembre 2017. Editorial Txertoa.
- Al pie de la muralla. Junio 2018. Editorial Multiverso.
- La dama blanca de Champaña. Noviembre 2018. Editorial Txertoa.
- Historia de Navarra para niños. Mayo 2019. Editorial Almuzara.
- La bordadora de melodías. Mayo 2022. Editorial Txertoa.
- Saga sobre Enrique III de Navarra, compuesta por:
  - Henry III, rey de Navarra. Una muerte honrosa. 2023, Editorial Mintzoa.
  - Victoria Total. 2023, Editorial Mintzoa.

### Relatos
- Roncal el Salteador (Un fragmento de la vida de Pedro Navarro, el conde de Oliveto). Relato incluido en el libro Antología. Narrativa vasca actual II. Editorial Pamiela, junio de 2014.

- La trovera del Runa. Libro de relatos, mayo de 2015. Editorial Pamiela.

- Jaque a Navarra. Relato incluido en el libro 24 relatos navarros. Editorial Pamiela, abril de 2016.

### Historia
- Historia de los reyes de Navarra. De Íñigo Arista (816) a Enrique III (1610). Junto a Juan Ramón Corpas Mauleón. León, 2024, Editorial Rimpego.[15]

## Premios
- I Certamen Internacional de Cuentos del Castillo, Castrum Fidelis, de Casteldefells, diciembre de 2013. Relato: Pirata vos, pirata ella.
- II Certamen Walskium de microrrelato de Terror y Fantástico. 25 de enero de 2015. Relato: Las fauces de hielo.
- Premio Teobaldo 2019 al Trabajo Periodístico de Cultura (impulsado y patrocinado por Paradores Turísticos de España)[16] entregado anualmente por la Asociación de Periodistas de Navarra a los profesionales de la comunicación.